# QOwnNotes
 (janvier 2024).
QOwnNotes est un logiciel libre de prise de notes en texte brut. Le programme prend en charge le markdown et comprend un gestionnaire de liste de tâches qui fonctionne sur FreeBSD, Linux, MacOS et Windows. Il peut fonctionner avec les applications de notes de ownCloud ou Nextcloud.

## Caractéristiques
QOwnNotes enregistre chaque note créée par l'utilisateur en tant que document texte distinct. Ces documents peuvent être affublés d'un tag, triés ou recherchés. QOwnNotes permet d'exporter des notes sous forme de document PDF, HTML ou sous forme de fichier markdown. QOwnNotes permet aux utilisateurs de crypter ou déchiffrer des notes en utilisant AES-256 par défaut, mais permet également un cryptage personnalisé.
L'interface de QOwnNotes peut être personnalisée ; l'utilisateur peut déplacer et masquer différents menus. Les utilisateurs peuvent créer des thèmes personnalisés en modifiant la police, la taille du texte et les couleurs utilisées dans l'éditeur de texte.

## Tests
Linux Magazine, Linux Format, Linux Voice et Web Upd8 ont examiné QOwnNotes. Il existe une liste plus élaborée de critiques et d'articles touchant QOwnNotes.